# NGC 3873
NGC 3873 ist eine elliptische Galaxie vom Hubble-Typ E1 im Sternbild Löwe an der Ekliptik. Sie ist schätzungsweise 241 Millionen Lichtjahre von der Milchstraße entfernt, hat einen Durchmesser von etwa 105.000 Lj und ist Mitglied des Leo-Galaxienhaufens Abell 1367.
Im selben Himmelsareal befinden sich u. a. die Galaxien NGC 3860, NGC 3862, NGC 3875, IC 2955.
Die Typ-Ia-Supernova SN 2007ci wurde hier beobachtet.
Das Objekt wurde am 8. Mai 1864 von Heinrich d’Arrest entdeckt.